# Islas Feroe en los Juegos Paralímpicos de Seúl 1988
Las Islas Feroe estuvieron representadas en los Juegos Paralímpicos de Seúl 1988 por cuatro deportistas, tres mujeres y un hombre.

## Medallistas
El equipo paralímpico obtuvo las siguientes medallas:
| Nombre          | Deporte  | Evento                     |
| --------------- | -------- | -------------------------- |
| Oro             |          |                            |
| Christina Næss  | Natación | 100 m espalda C3 femenino  |
| Plata           |          |                            |
| Katrin Johansen | Natación | 100 m libre C8 femenino    |
| Tóra við Keldu  | Natación | 100 m libre L6 femenino    |
| Christina Næss  | Natación | 400 m libre C3-4 femenino  |
| Bronce          |          |                            |
| Tóra við Keldu  | Natación | 100 m mariposa L6 femenino |
| Tóra við Keldu  | Natación | 400 m libre L6 femenino    |
| Katrin Johansen | Natación | 100 m espalda C8 femenino  |